# Wolfgang Herrndorf
Wolfgang Herrndorf⁠ (n. 12 iunie 1965, Hamburg, RFG – d. 26 august 2013, Berlin, Germania) a fost un pictor, grafician și scriitor contemporan de limbă germană din Germania.

## Biografia și activitatea literară
Wolfgang Herrndorf a studiat sculptură la Academia de Arte Plastice din Nürnberg (Die Akademie der Bildenden Künste Nürnberg). A lucrat ca grafician și autor pentru fanzinul Luke & Trooke, pentru Editura Haffman (der Haffman Verlag) și pentru ziarul satiric Titanic.
În 2002 a apărut romanul săi de debut In Plüschgewittern la  Editura Zweitausendeins, iar o versiune revizuită a fost publicată în 2008, la Editura Rowohlt.  După ce în 2007 au apărut o serie de povestiri scurte, marele succes a lui Herrndorf a fost înregistrat odată cu apariția romanului Tschick, în 2010, un Bildungsroman, al cărui protagonist are 14 ani. Romanul s-a aflat mai bine de un an pe lista celor mai bine vândute cărți de pe piața germană. În noiembrie 2011 a apărut romanul Sand, care reunește trăsături ale romanului polițist, istoric și de societate.
Ambele romane, Tschick și Sand, au fost nominalizate pentru Premiul Târgului de Carte de la Leipzig (die Leipziger Buchmesse), în 2012 Sand chiar a câștigat marele premiu la secțiunea literatură. Tot în 2012, romanul Sand a ajuns și pe lista scurtă a Premiului German al Cărții.
După ce în februarie 2010 a fost diagnosticat cu tumoare pe creier, Herrndorf  a început să redacteze un jurnal digital, blogul Muncă și Structură (Arbeit und Struktur), unde povestește despre lupta sa cu incurabila boală. Acest jurnal a fost publicat postum, în 2013, la Editura Rowohlt, așa cum își dorise autorul. Tot postum a fost publicată, în 2014, și o continuare a romanului Tschick, sub titlul Bilder deiner großen Liebe.
Herrndorf a murit pe 26 august 2013, fiind înmormântat în cimitirul din Dorotheenstadt. 

## Opere
- Tschick. Roman. Rowohlt Berlin, Berlin 2010, ISBN 978-3-87134-710-8; Rowohlt Taschenbuch, Reinbek 2012, ISBN 978-3-499-25635-6.
- Sand. Roman. Rowohlt Berlin, Berlin 2011, ISBN 978-3-87134-734-4; Rowohlt Taschenbuch, Reinbek 2013, ISBN 978-3-499-25864-0.
- Arbeit und Struktur. Rowohlt Berlin, Berlin 2013, ISBN 978-3-87134-781-8; Rowohlt Taschenbuch, Reinbek 2015, ISBN 978-3-499-26851-9.
- Bilder deiner großen Liebe: Ein unvollendeter Roman. Rowohlt Berlin, Berlin 2014, ISBN 978-3-87134-791-7; Rowohlt Taschenbuch, Reinbek 2015, ISBN 978-3-499-26909-7.
- Stimmen. Texte, die bleiben sollten. Rowohlt Berlin, Berlin 2018, ISBN 978-3-7371-0057-1.

## Traduceri în limba română
- O vară mișto, traducător Monica-Livia Grigore, Editura ALLFA, București, 2013, ISBN: 978-973-724-754-4 - inclus și în proiectul Punți Literare[12], al Goethe-Institut Bukarest

## Vezi și
- Literatura germană

## Legături externe
- de Wolfgang Herrndorf în Catalogul Bibliotecii Naționale a Germaniei (Informații despre Wolfgang Herrndorf • PICA • Căutare pe site-ul Apper)
- Wolfgang Herrndorf la Internet Movie Database